# Всепалестинское правительство
Всепалестинское правительство (араб. حكومة عموم فلسطين‎) было провозглашено в Газе 22 сентября 1948 года Высшим арабским комитетом во время Арабо-израильской войны (1947—1949).
Параллельно собравшиеся в Газе 75  представителей арабских населённых пунктов также образовали Всепалестинский национальный совет, в одной из первых своих резолюций провозгласивший свои полномочия над всей Палестиной со столицей в Иерусалиме. 30 сентября Совет был преобразован в полноценное правительство во главе с муфтием Амином аль-Хусейни, который занял пост президента. В середине октября оно было признано Лигой арабских государств (ЛАГ).
Вскоре после его создания, в декабре того же года, на Иерихонской конференции, король Трансиордании Абдаллах ибн Хусейн был провозглашён «королём арабской Палестины». Конференция призвала к объединению «арабской Палестины» и Трансиордании, и Абдалла объявил об аннексии Западного берега реки Иордан. Другие члены ЛАГ изначально возражали против аннексии, но позднее де-факто признали её.
Реальной власти в оккупированной Египтом Газе не имело.
После Июльской революции в Египте (1952) Гамаль Абдель Насер увеличил египетскую поддержку «палестинского дела».[уточнить]
Объединение Египта и Сирии в 1958 году стало переломным моментом в истории Всепалестинского правительства. Египет перестал его поддерживать, и в 1959 году Насер декретом официально аннулировал правительство. Сектор Газа находился под правлением Египта до его завоевания Израилем в Шестидневной войне 1967 года.
Всепалестинское правительство считается[кем?] первой попыткой создания независимой арабской Палестины.